# طابع أدولف هتلر
كانت طوابع "مستشار الرايخ أدولف هتلر" سلسلة طوابع بريدية مميزة. أصدرتها هيئة البريد الألمانية ابتداءً من 1 أغسطس 1941، في البداية بفئات بفينيغ. في عام 1944، أُضيفت إليها فئة 42 بفينيغ مطبوعة باستخدام عملية حفر معقدة، تحمل نقش "GROSSDEUTSCHES REICH". في وقت مبكر من عام 1942، تم تغيير عملية طباعة فئتين (10 و12 بفينيغ) لتقليل تكاليف الطباعة بسبب الحرب. في العام نفسه، صدرت الطوابع الأربعة بفئات من 1 إلى 5 رايخ مارك (RM)، ثم تغيرت طريقة التثقيب على هذه الفئات لاحقًا في عام 1944.

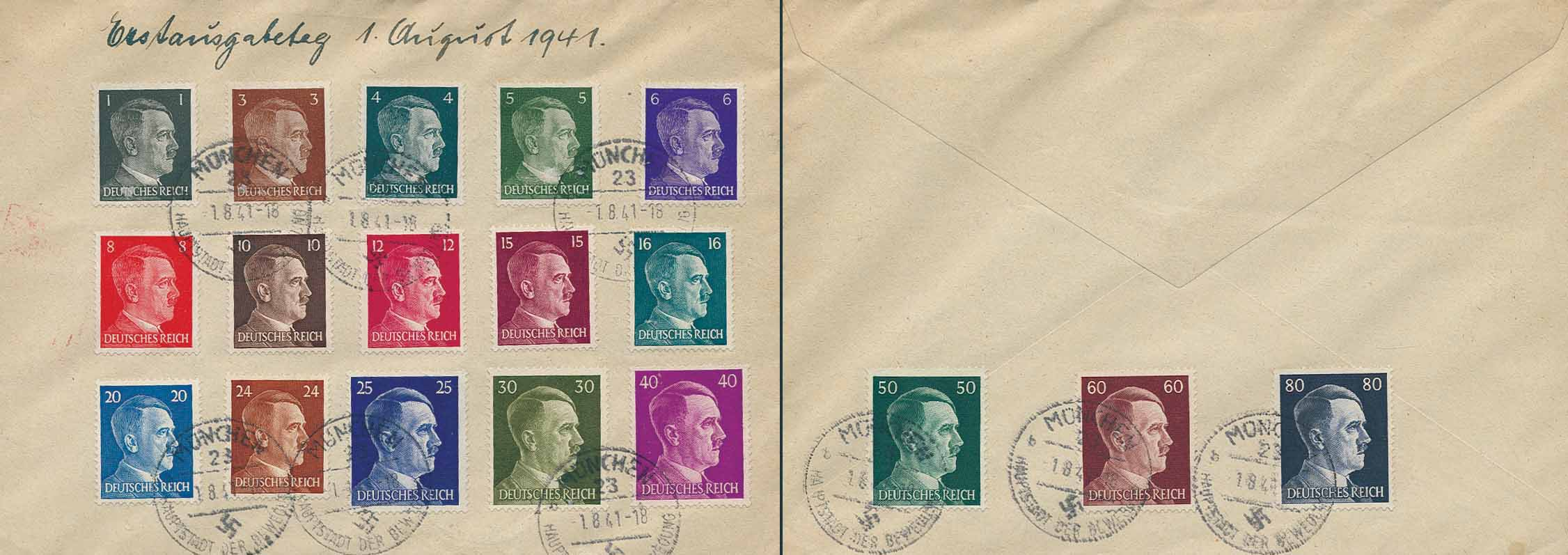
غلاف اليوم الأول لطابع ميونيخ، بتاريخ 1 أغسطس 1941، للفئات الثمانية عشر. مع نقش إضافي

ظلت هذه السلسلة النهائية سارية المفعول حتى استسلام ألمانيا عام 1945. وخلال الحرب العالمية الثانية، صدرت الطوابع أيضًا مع الطبعات الإضافية الخاصة بها في الأراضي المحتلة. وإلى جانب سلسلة ميدالية هيندنبورغ النهائية، التي كانت سارية المفعول منذ عام 1932، وفّرت هذه السلسلة تقريبًا الطريقة الوحيدة لإرسال البريد بقيمة البريد الصافية. ولم تُصدر طوابع خاصة لاحقًا إلا كطوابع إضافية شبه بريدية برسوم إضافية كبيرة.
استُخدم الطابع من قِبل القوات المسلحة البريطانية والأمريكية وأجهزة استخباراتها كنموذج لعمليات التزوير الدعائية. على سبيل المثال، تغيير عبارة "الرايخ الألماني" إلى "الرايخ الخمسة"، وصُوّرت صورة هتلر على شكل جمجمة. بعد الاستسلام واستئناف الخدمة البريدية، طُبعت بعض الطوابع المتبقية وأُعيد استخدامها من قِبل قوات الحلفاء المحتلة بسبب نقص المواد.

## سبب المشكلة
صدر الأمر رقم 353/1941، الذي قدّم سلسلة الطوابع البريدية الجديدة، في العدد 61 من الجريدة الرسمية لوزارة بريد الرايخ بتاريخ 1 يوليو 1941:
"سيتم من الآن فصاعدًا إصدار طوابع بريدية من سلسلة الطوابع البريدية الجديدة تحمل صورة الفوهرر، وستوزع في جميع مكاتب البريد والمواقع الرسمية اعتبارًا من 1 أغسطس 1941. بالإضافة إلى الفئات الحالية من 1 إلى 80 رايخسبفنيغ، من المقرر إصدار طوابع من 16 و24 رايخسبفنيغ. ستتبعها لاحقًا فئات 1 و2 و3 و5 رايخسبفنيغ، وسيعلن عن إصدارها وتفاصيلها بشكل منفصل. لن يصدر طابع الـ 100 رايخسبفنيغ السابق. أعد البروفيسور ريتشارد كلاين، من ميونيخ، تصميم فئات الرايخسبفنيغ الجديدة، استنادًا إلى صورة التقطها..." مدير بيانات الرايخ، البروفيسور هاينريش هوفمان. ستطبع هذه الطوابع في دار نشر الرايخ في برلين. بالنسبة للفئات 1، 3، 4، 5، 6، 8، 10، 12، 15، 16، 20، و24 روبا، احتفظ بالحجم السابق 21.5 × 25.5 مم، بينما تكون قيم 25، 30، 40، 50، 60، و80 روبا بحجم 24.5 × 29.15 مم. الطوابع التي تصل إلى 8 روبا مطبوعة بطباعة بارزة، بينما الطوابع التي تتراوح بين 10 و80 روبا مطبوعة بنقش فولاذي. جميع طوابع البريد للبطاقات البريدية، وما إلى ذلك، مطبوعة بنقش بارز. جميع الطوابع الآن تستخدم ورقًا غير مائي: ورق مطلي لطوابع الطباعة البارزة وورقًا غير مطلي لطوابع النقش الفولاذية. طابع بريد سينشر عنهُ الكتيبات لاحقًا. ألوان الطوابع هي: 1 رمادي Rpf، 3 بني فاتح، 4 أزرق فولاذي، 5 أخضر، 6 أزرق بنفسجي، 8 أحمر فاتح، 10 أسود بني، 12 أحمر داكن، 15 بني محمر، 16 أزرق مخضر، 20 أزرق فاتح، 24 أصفر بني. 25 أزرق داكن، 30 أخضر زيتوني، 40 أحمر بنفسجي، 50 أسود مخضر، 60 بني غامق، 80 أسود مزرق.
صورة لطابع بريدي من فئة 6 Rpf بحجم ¾ الطبيعي على الواجهة. Min-Z 2041-0
- الجريدة الرسمية لوزارة بريد الرايخ - إعلانات خدمة بريد الرايخ الألمانية - العدد أ: برلين، 1 يوليو 1941، العدد 61، الأمر رقم 353/1941، الصفحات 409-410.

## حقوق الصورة
كانت حقوق صورة أدولف هتلر مملوكة لمصورهِ، هينرش هوفمان. وهكذا، شارك هتلر في بيع الطوابع وحقق دخلاً كبيراً.

## الزخرفة والطباعة

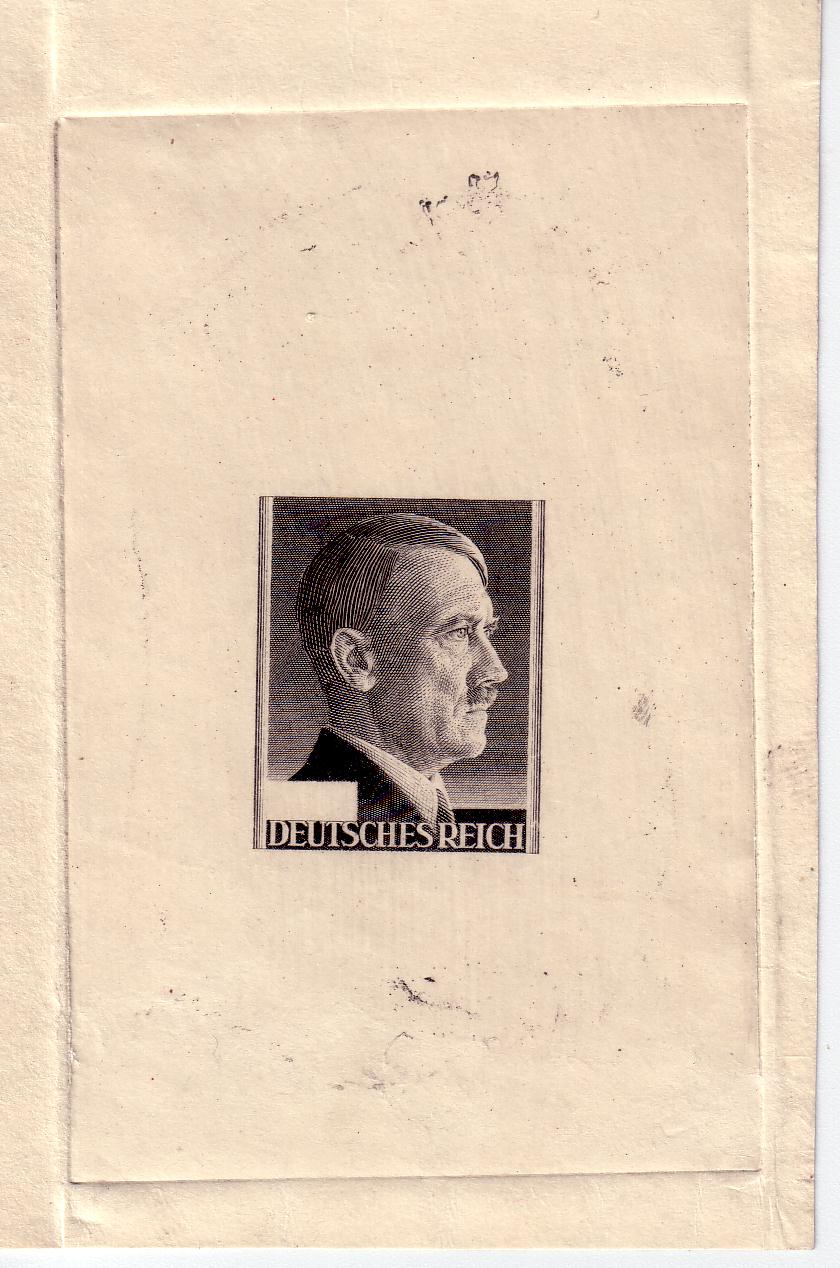
نسخة مطبوعة بالفرشاة

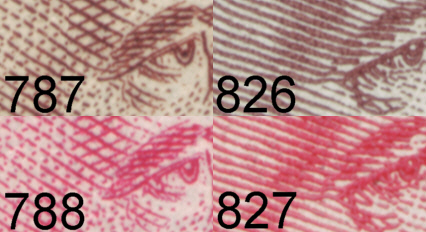
مقارنة بين: الطباعة الغائرة 787+788 والطباعة البارزة 826+827

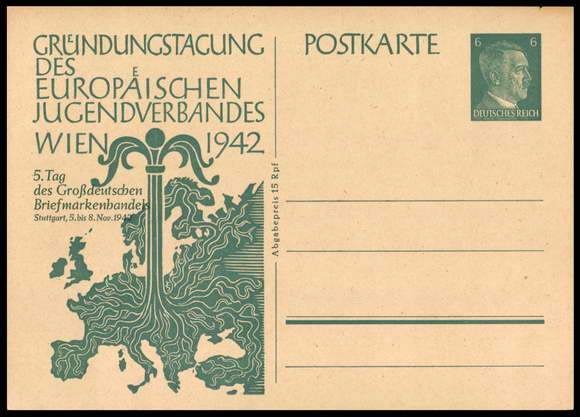
بطاقة بريدية خاصة: "الاجتماع التأسيسي لجمعية الشباب الأوروبية في فيينا 1942"

كانت الزخرفة متطابقة على جميع الطوابع الثلاثة والعشرين - مع اختلافات طفيفة تبدأ بفئات الرايخ مارك - ويصور الجانب الأيمن من وجه أدولف هتلر بشكل جانبي. كما يظهر فرق الشعر، وياقة القميص الفاتحة، وربطة العنق، وياقة البدلة الداكنة.
صمم ريتشارد كلاين الفئات من 1 إلى 80 بنسًا، بينما صمم فيلهلم داشاور الفئات من 1 إلى 5 رايخ مارك، وقام فرديناند لوربر بالنقش. أُنتجت السلسلة النهائية باستعمال طريقتي طباعة مختلفتين: الطباعة البارزة والنقش الغائر. وصدرت للفئات أربعة أحجام مختلفة للطوابع، والتي ازدادت بازدياد قيمة الطوابع.
كسلسلة طوابع بريد مميزة، استُخدمت هذه الطوابع أيضًا على القرطاسية البريدية كطابع ذي قيمة لبطاقات الصور والبطاقات البريدية. صدر ما مجموعه 18 تصميمًا مختلفًا للبطاقات، بما في ذلك ثلاث بطاقات بريدية مصورة تحمل 1098 نقشًا مختلفًا وثلاث بطاقات بريدية خاصة.
كما هو الحال مع جميع طوابع البريد الخاصة الأخرى التي تحمل صورة هتلر منذ عام 1937، اضطرت هيئة البريد الألمانية (بريد الرايخ) إلى دفع تعويضات لهتلر مقابل حقوق صورتهِ. اقترح هذه الفكرة على هتلر مارتين بورمان، ومصوره الشخصي هينرش هوفمان، ووزير الخدمات البريدية المسؤول، فيلهلم أونيسورج. ورغم ضآلة حصة المبيعات، إلا أنه نظرًا لإصدار الطوابع بجميع الفئات، جُمعت ملايين الماركات للخزينة الخاصة التي يديرها بورمان.
بينما كانت السلسلة النهائية السابقة التي تحمل ميدالية هيندنبورغ تستخدم خط "فراكتور"، وهو خط "قوطي" أو خط أسود، أصبحت سلسلة هتلر النهائية الآن في أنتيكوا. في 3 يناير 1941، قرر أدولف هتلر التخلي عن جميع الخطوط "القوطية" لصالح "نورمال-شريفت" (الخط العادي)؛ وكان "نورمال سكريفت" هو الاسم الذي كان يُطلق آنذاك على الخطوط التي كانت تُسمى سابقًا بالخط اللاتيني.

## قائمة العلامات

### الإمبراطورية الألمانية
صدرت معظم طوابع السلسلة (18 من أصل 25) في 1 أغسطس 1941. وتلتها الطوابع الأربعة المقومة بفئات من 1 إلى 5 رايخ مارك في 20 مارس 1942. في ديسمبر 1942، حُوِّلت فئتا 10 و12 رايخ فينيغ إلى طباعة بارزة بدلاً من الطباعة الغائرة. في عام 1944، صدر آخر طابع من سلسلة 42 رايخ فينيغ. ويختلف عن غيره بنقش "الرايخ الألماني الأعظم".
تُعرض القائمة أدناه بترتيب تصاعدي لقيم البريد، وللقيم المتطابقة، تُعرض حسب تاريخ الإصدار. بعض العناصر غير معروفة تاريخ الإصدار الدقيق (مُشار إليها بعلامة استفهام "؟").
| صورة | القيمة بالفِنيغ | تاريخ الإصدار  | طريقة الطباعة                                                          | مميزات خاصة | رقم دليل ميشيل |
| ---- | -------------- | -------------- | ---------------------------------------------------------------------- | --- | -------------- |
|      | 1              | 1 أغسطس 1941   | طباعة بارزة                                                            | | 781            |
|      | 3              | 1 أغسطس 1941   | طباعة بارزة                                                            | استُخدمت كنموذج لتزويرات الدعاية                                                                                                   | 782            |
|      | 4              | 1 أغسطس 1941   | طباعة بارزة                                                            | استُخدمت كنموذج لتزويرات الدعاية                                                                                                   | 783            |
|      | 5              | 1 أغسطس 1941   | طباعة بارزة                                                            | | 784            |
|      | 6              | 1 أغسطس 1941   | طباعة بارزة                                                            | استُخدمت كنموذج للدعاية المزورة | 785            |
|      | 8              | 1 أغسطس 1941   | طباعة بارزة                                                            | | 786            |
|      | 10             | 1 أغسطس 1941   | طباعة النقش الغائر                                                     | | 787            |
|      | 10             | ?. ديسمبر 1942 | طباعة النقش البارز                                                     | ابتداءً من ديسمبر 1942، أصبحت الطباعة البارزة بدلاً من الطباعة الغائرة                                                              | 826            |
|      | 12             | 1 أغسطس 1941   | طباعة النقش الغائر                                                     | استُخدمت كنموذج لعمليات التزوير الدعائية، حيث كانت تُستبدل الرأس أحيانًا بجمجمة وتُغير الكتابة إلى "Futsches Reich" (الرايخ المندثر). | 788            |
|      | 12             | ديسمبر 1942    | طباعة النقش البارز                                                     | الآن، الطباعة البارزة بدلًا من الطباعة الغائرة                                                                                     | 827            |
|      | 15             | 1 أغسطس 1941   | طباعة النقش الغائر                                                     | | 789            |
|      | 16             | 1 أغسطس 1941   | طباعة النقش الغائر                                                     | | 790            |
|      | 20             | 1 أغسطس 1941   | طباعة النقش الغائر                                                     | | 791            |
|      | 24             | 1 أغسطس 1941   | طباعة النقش الغائر                                                     | | 792            |
|      | 25             | 1 أغسطس 1941   | طباعة النقش الغائر                                                     | | 793            |
|      | 30             | 1 أغسطس 1941   | طباعة النقش الغائر                                                     | | 794            |
|      | 40             | 1 أغسطس 1941   | طباعة النقش الغائر                                                     | استُخدمت ابتداءً من 24 نوفمبر 1944، مع طباعة "FELDPOST / 2 كجم" كطابع تفويض لطرود البريد الميداني.                                  | 795            |
|      | 42             | ؟. ???? 1944   | طباعة النقش الغائر                                                     | آخر طابع بريدي في السلسلة النهائية النقش: GROSSDEUTSCHES REICH                                                                    | A795           |
|      | 50             | 1 أغسطس 1941   | طباعة النقش الغائر                                                     | | 796            |
|      | 60             | 1 أغسطس 1941   | طباعة النقش الغائر                                                     | | 797            |
|      | 80             | 1 أغسطس 1941   | طباعة النقش الغائر                                                     | | 798            |
|      | 1 رايخ مارك RM | 20 مارس 1942   | طباعة النقش الغائر 1942: ثقب بادئة، ثقب خطي 12.5 1944: ثقب، ثقب مشط 14 | | 799            |
|      | 2 رايخ مارك RM | 20 مارس 1942   | طباعة النقش الغائر 1942: ثقب بادئ، ثقب خطي 12.5 1944: ثقب، ثقب مشط 14  | | 800            |
|      | 3 رايخ مارك RM | 20 مارس 1942   | طباعة النقش الغائر 1942: ثقب بادئ، ثقب خطي 12.5 1944: ثقب، ثقب مشط 14  | | 801            |
|      | 5 رايخ مارك RM | 20 مارس 1942   | طباعة النقش الغائر 1942: ثقب البادئة، ثقب الخط 12.5 1944: ثقب المشط 14 | | 802            |

### كتيبات الطوابع

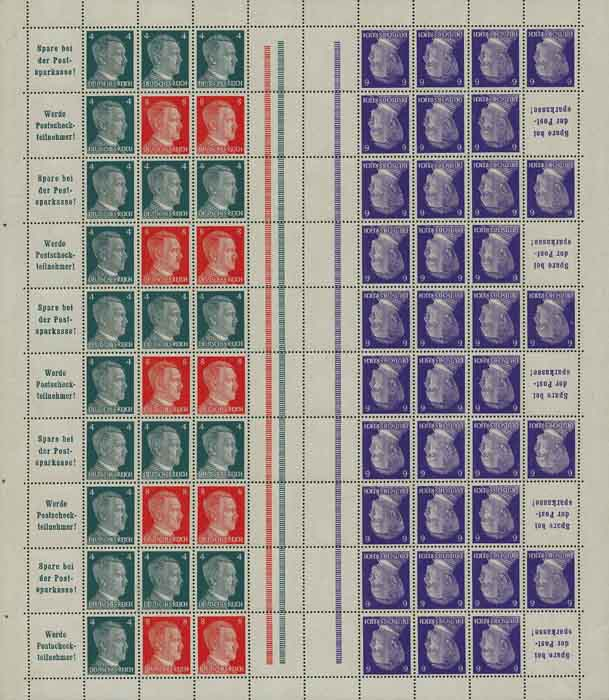
كتيب الطوابع الكامل رقم 70، والذي نشأت منهُ ورقات كتيب الطوابع رقم 119 و120

ابتداءً من ديسمبر 1941، صدرت السلسلة في كتيبين مختلفين للطوابع، احتوى كل منهما على الفئات الأكثر شيوعًا للبطاقات البريدية والرسائل. احتوى كلٌّ منهما على خمس صفحات وقيمة اسمية 2 مارك ألماني.
ملاحظة: تشير الأرقام التالية إلى رقم دليل ميشيل الخاص به.
- يحتوي كتيب الطوابع 48 على الصفحات التالية: 117، 118، 119، 120، و122.
- يحتوي كتيب الطوابع 49 على الصفحات التالية: 117، 118، 119، 120، و122.

احتوى كل كتيب على ثلاثة نصوص إعلانية مختلفة على الغلاف الثاني: ممحاة، وقلم رسم، وقلم نسخ. كما احتوى على إعلانات ترويجية ذاتية للمنتجات البريدية أو الدعوات:
- وفر في / مكتب البريد / بنك التوفير!
- اشترك في خدمة الشيك البريدي!
- تهانينا / عبر / البرقيات / المزخرفة!
- ادعموا الصليب الأحمر الألماني!
- انضموا إلى NSV!

### القرطاسية البريدية
كسلسلة طوابع بريدية مميزة، استُخدمت هذهِ الطوابع أيضًا على القرطاسية البريدية كطابع ذي قيمة عالية للبطاقات البريدية المصورة والعادية. صدر ما مجموعه 18 تصميمًا مختلفًا للبطاقات، بما في ذلك ثلاث بطاقات بريدية مصورة تحمل 1098 نقشًا مختلفًا، وثلاث بطاقات بريدية خاصة. كما صدرت بطاقة بريدية بأنبوب هوائي.
| صورة | القيمة بالفِنيغ | تاريخ الإصدار  | نوع قرطاسية البريد             | عملية الطباعة                                                                         | ميزات خاصة | رقم فهرس ميشيل |
| ---- | -------------- | -------------- | ------------------------------ | ------------------------------------------------------------------------------------- | --- | -------------- |
|      | 5              | 1 أغسطس 1941   | بطاقة بريدية                   | مطبوعة مسبقًا بخط أنتيكا علامة المُرسِل بثلاث مسافات طباعة الحروف البارزة                | | صفحة 298       |
|      | 6              | 1 أغسطس 1941   | بطاقة بريدية                   | مثل صفحة 298                                                                          | | صفحة 299       |
|      | 15             | 1 أغسطس 1941   | بطاقة بريدية                   | مثل صفحة 298                                                                          | | صفحة 300       |
|      | ٥/٥            | 1 أغسطس 1941   | بطاقة بريدية مع بطاقة رد       | مثل صفحة 298                                                                          | | صفحة 301       |
|      | 6/6            | 1 أغسطس 1941   | بطاقة بريدية مع بطاقة رد       | مثل P298                                                                              | | P302           |
|      | 15/15          | 1 أغسطس 1941   | بطاقة بريدية مع رد             | مثل صفحة 298                                                                          | | صفحة 303       |
|      | 6              | > 1 أغسطس 1941 | بطاقة بريد مصورة               | طباعة مسبقة من Antiqua طباعة برلين نقش غائر نصفي                                      | 72 نقشًا مختلفًا | صفحة 304       |
|      | 6              | > 1 أغسطس 1941 | بطاقة بريد مصورة               | طباعة مسبقة من Antiqua طباعة فيينا نقش غائر نصفي                                      | 375 نقشًا مختلفًا | صفحة 305       |
|      | 3              | 3 أكتوبر 1941  | بطاقة خاصة                     |                                                                                       | الدورة السادسة للرايخ بوندستاغ التابع لاتحاد هواة جمع الطوابع. طابع بريد ذو قيمة داخل إكليل غار. تُظهر الصورة اليسرى الطابع الذي يحمل رقم دليل ميشيل 662 | ص 306          |
|      | 6              | 1942           | بطاقة بريد مصورة               |                                                                                       | 651 نقشًا مختلفًا. أسفل كلمة "بطاقة بريدية" توجد الملاحظة: "مسموح به داخل ألمانيا فقط"                                                                    | ص 307          |
|      | 3              | 11 يناير 1942  | بطاقة خاصة بمناسبة يوم الطوابع | أربعة زخارف مختلفة فيلق أفريقيا المركز الميداني الألماني البحرية الألمانية منظمة تودت | ص 308 |                |
|      | 6              | 12 سبتمبر 1942 | بطاقة خاصة                     |                                                                                       | المؤتمر التأسيسي لجمعية الشباب الأوروبية في فيينا 1942                                                                                                  | ص 309          |
|      | 6              | 5 نوفمبر 1942  | بطاقة خاصة                     |                                                                                       | كما في الصفحة 309 بالإضافة إلى: "اليوم الخامس لتجارة الطوابع الألمانية الكبرى، شتوتغارت، من 5 إلى 8 نوفمبر 1942"                                        | الصفحة 309 I   |
|      | 6/6            | 5 نوفمبر 1942  | بطاقة بريدية مع بطاقة رد       | طباعة بارزة                                                                           | بطاقة للعمال الشرقيين العاملين في ألمانيا. نموذج ثلاثي اللغات بالألمانية والروسية والأوكرانية                                                           | الصفحة 310     |
|      | 5              | 1943/1944      | بطاقة بريدية                   | طباعة بارزة                                                                           | مع نموذج دعائي أسفل اليسار | الصفحة 311     |
|      | 6              | 1943/1944      | بطاقة بريدية                   | طباعة بارزة                                                                           | مع تسعة أشكال دعائية مختلفة أسفل اليسار | صفحة 312       |
|      | 5              | 1944           | بطاقة بريدية                   | طباعة بارزة                                                                           | | صفحة 313       |
|      | 6              | 1944           | بطاقة بريدية                   | طباعة بارزة                                                                           | | صفحة 314       |
|      | 55             | أكتوبر 1941    | بطاقة أنبوب هوائي              | طباعة بارزة مطبوعة مسبقًا                                                              | | RP 26          |

## إصدارات أخرى
في الأراضي المحتلة خلال الحرب العالمية الثانية، كان الطابع متاحًا أيضًا مع المطبوعات الفوقية الخاصة به. وشملت هذه مفوضية الرايخ في أوسترلاند ومفوضية الرايخ في أوكرانيا اعتبارًا من نوفمبر 1941. في كورلاند، كان هناك أيضًا طباعة فوقية لحركة البريد المدني قبل وقت قصير من نهاية الحرب، حيث تم قطع جميع الاتصالات البرية؛ تم استخدام مخزونات مكتب البريد الميداني في ليبيا لهذا الغرض. في الحكومة العامة، تم استخدام الطوابع بنفس تصميم قيم الرايخ مارك، ولكن بعملة الزلوتي مع الأحرف الإضافية Generalgouvernement، اعتبارًا من 26 أكتوبر 1941، في سلسلة الطوابع النهائية. كان التصميم أيضًا من تصميم Wilhelm Dachauer. أصدرت محمية بوهيميا ومورافيا سلسلة طوابع نهائية خاصة بها مع صورة لهتلر بعملة الكرونة اعتبارًا من 1 يوليو 1942. ومع ذلك، في هذه الحالة، صور النصف الأيسر من الوجه. وكان التصميم بواسطة جوزيف سيبيكا، والنقش بواسطة ياروسلاف جولدشمايد.

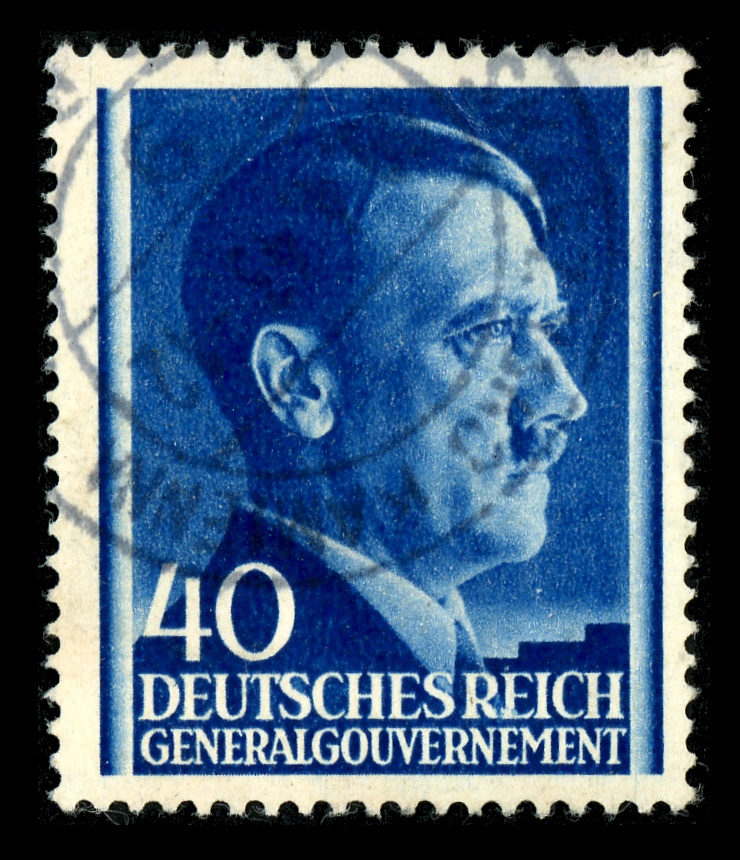
الحكومة العامة في جلايشر زيشنونغ
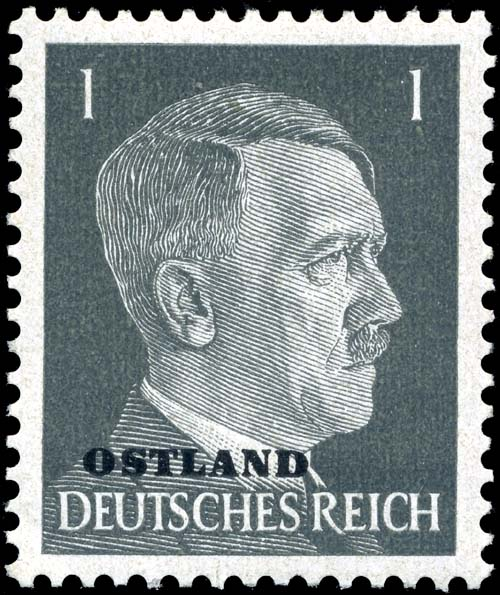
أوستلاند، حوالي 4 نوفمبر 1941
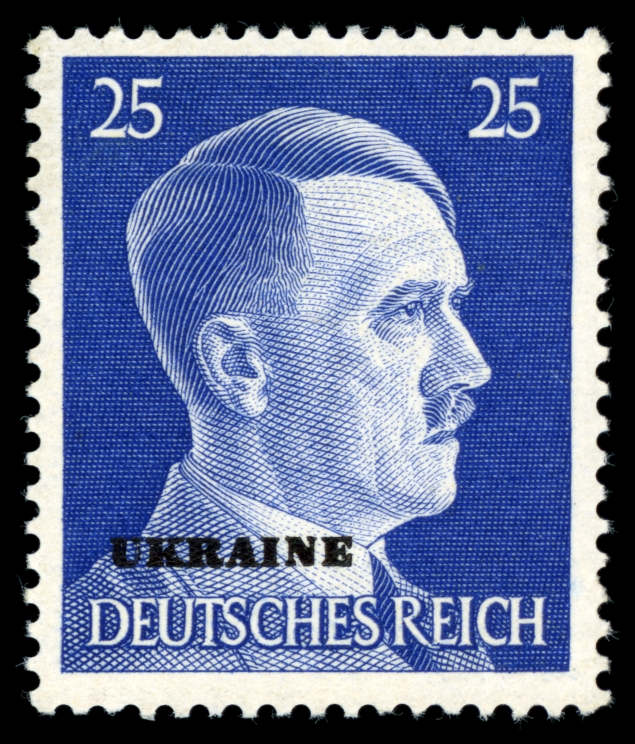
أوكرانيا في 14 نوفمبر 1941
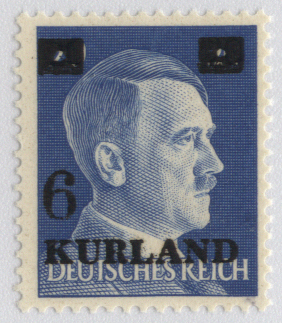
مجموعة جيوش كورلاند، حوالي 20 أبريل 1945

### فيلدبوست (خدمة البريد العسكرية)

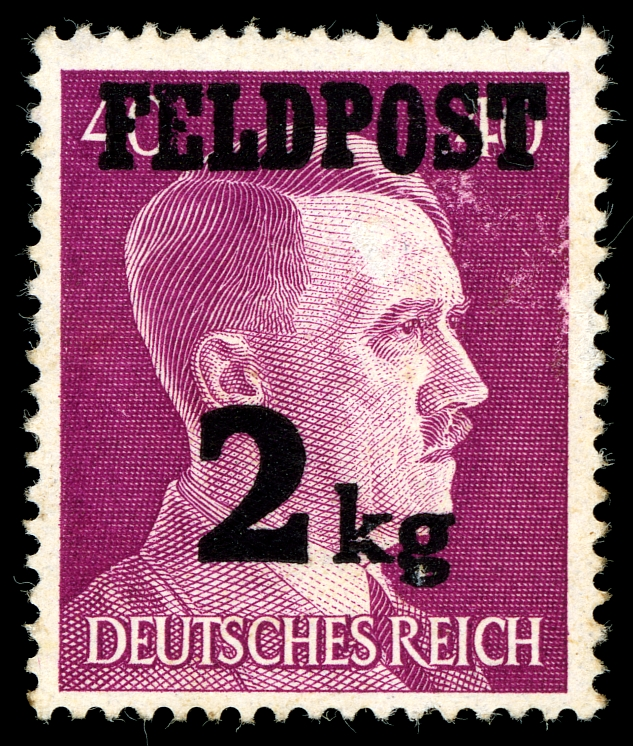
رقم دليل ميشيل للطابع (795)، طابع مركز ميداني 3

فيلدبوست Feldpost هي خدمة البريد العسكرية الألمانية. يعود تاريخها إلى القرن الثامن عشر في مملكة بروسيا خلال حرب السنوات السبع وحرب الخلافة البافارية، وهي موجودة منذ ذلك الحين بأشكال وأنماط مختلفة.
صدر الطابع الذي يحمل رقم (795) في دليل ميشيل مع طباعة مزدوجة السطر "FELDPOST / 2 كغم" كطابع تفويض للطرود البريدية الميدانية التي يصل وزنها إلى 2 كيلوغرام اعتبارًا من 24 نوفمبر 1944 في حملة صدرت لمرة واحدة إلى وحدات عسكرية تحمل أرقام بريدية ميدانية، بعد أن تم بالفعل إيقاف حركة الطرود البريدية الميدانية التي تزيد عن 100 جرام بسبب الحرب.
كان رقم البريد الميداني الألماني (FPN) (بالألمانية: Feldpostnummer) رمزًا بريديًا يُستخدم للطرود المرسلة إما بالبريد العسكري أو الجوي. وكان لكل وحدة عسكرية رمزها الخاص. وكانت الطوابع مخصصة حصريًا للطرود البريدية الميدانية التي تحتوي على ملابس شتوية مرسلة من المنزل إلى الجبهة.

### إعادة الاستخدام بعد نهاية الحرب

#### الطبعات المحلية

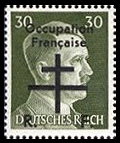
طابع رافنسبورغ الذي يحمل صليب لورين 1945

بعد الاستسلام واستئناف حركة البريد، طبعت قوات الحلفاء طباعة اضافية مع إعادة استخدام بعض الطوابع المتبقية في كل من ألمانيا والنمسا بسبب نقص الموارد. تُعرف عمليات إعادة الاستخدام المحلية هذه في:
- باد شميدهبرغ من 15 يونيو إلى نهاية يوليو 1945 (ختم مطاطي دائري أسود أو أزرق، بقطر 18 إلى 19 مم).
- بروانسبدرا (استُخدم فقط في يوليو 1945) (ختم فلين دائري أو بدون شكل).
- دوبلن من منتصف يونيو إلى 6 أغسطس 1945 (ختم مطبوع على شكل مستطيل من المربعات المنقطة، مع اسم المكان دوبلن وتاريخ "6 - 5 - 1945" ، إحياءً لذكرى غزو القوات الروسية).
- إركنر من 14 مايو 1945 إلى 28 مايو 1945 (استخدام معروف) (ختم فلين أسود دائري).
- فينسترفالده من 18 يوليو 1945.
- غرابو من مايو إلى 27 يوليو 1945.
- مايسن من 15 يونيو إلى 23 يونيو 1945. (طباعة أفقية يدوية مختومة بعبارة "مفسد ألمانيا" بألوان مختلفة)
- نتسشكاو-رايشنباخ من 25 يوليو إلى 8 أغسطس 1945
- برلهبرغ من 11 يونيو إلى 26 يونيو 1945
- روتنبورغ (فوق كونيرن) من 14 إلى 18 يوليو 1945 (تسويد دائري إلى بيضاوي بالحبر أو قلم النسخ)
- شفارتسنبرغ من مايو إلى يونيو 1945
- فيتنبرغ لوثرشتات من مايو إلى 14 أغسطس 1945

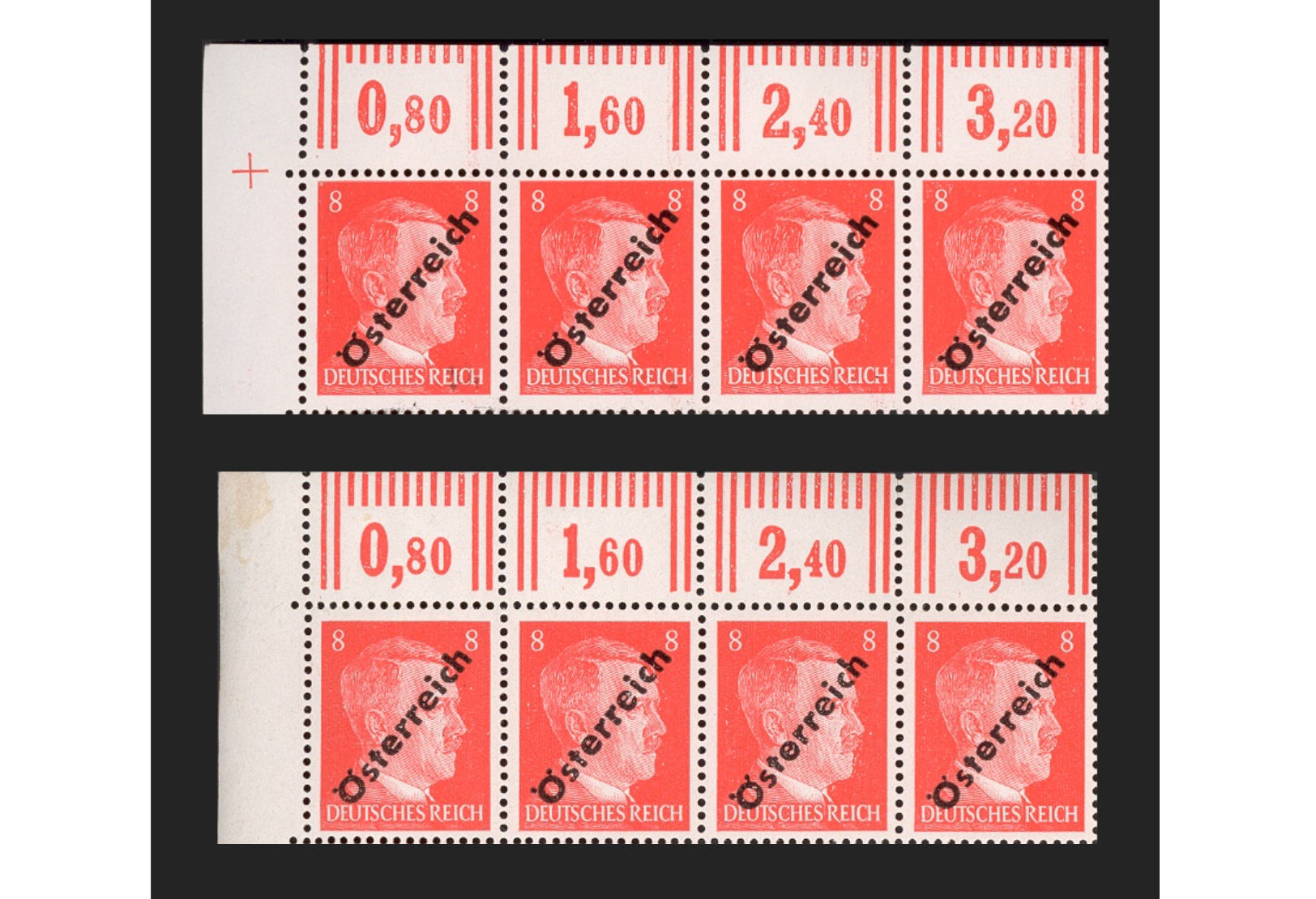
من ناحية، هوامش الورقة العلوية، ومن ناحية أخرى، الطبعات الفوقية غير المصححة بعد في السطر الأول (الختم الثاني: r قصير، والختم الثالث: t قصير) بالإضافة إلى الطبعات الفوقية المصححة في السطر الثاني (الختم الثاني المصحح، والختم الثالث تم تجاهله أثناء التصحيح).

في النمسا أيضًا، طُبعت الطوابع بأنماط مختلفة للبريد المحلي في فيينا (من 2 مايو 1945) وللبريد بين فيينا والنمسا السفلى (من 18 مايو). واعتبارًا من 4 يونيو، صدر أمر من قوات الحلفاء بإضافة طباعة إضافية بختم، مما أدى إلى إخفاء صورة هتلر. وكان على كل مكتب بريد الحصول على ختم البريد الإضافي اللازم بنفسه من مادة مناسبة (عادةً ما استُخدمت سدادة فلين لهذا الغرض). ابتداءً من 21 يونيو، طُبعت الطوابع مباشرةً بشبكة تتكون من 13 إلى 15 سطرًا. وظلت هذه الطوابع صالحة حتى 27 يونيو 1945. أما إصدارات غراتس المحلية لمنطقة ستيريا التي احتلها الجيش الأحمر مؤقتًا، فقد صدرت بطبعة عمودية لكلمة "النمسا" بين ثلاثة أسطر في كلٍ من 22 مايو أو 9 يونيو حتى 2 يوليو 1945.

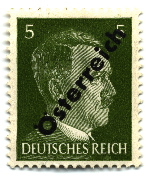
إضافة ختم "النمسا" (صالح من 2 مايو إلى 27 يونيو 1945)
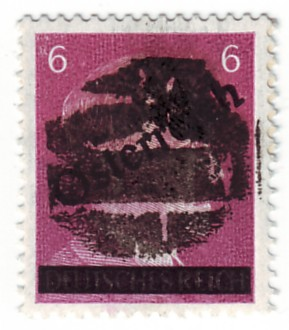
وضع ختم إضافي من الفلين بحيث لم يعد من الممكن التعرف على الوجه
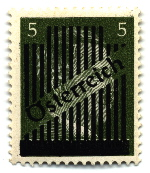
إضافة ختم "النمسا" مع إضافة خطوط أو طباعة شبكية (21/25 يونيو إلى 27 يونيو 1945)
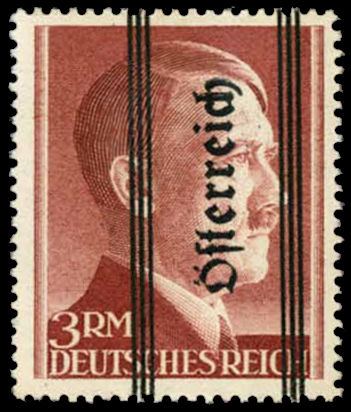
طبعة غراتس

#### النفقات غير الرسمية أو المنتجات الخاصة
صدرت طوابع بريد في بعض المدن، إلا أنها لم تكن إصدارات رسمية، بل كانت تُعتبر طبعات خاصة. وكانت هذه الطبعات تُطبع أحيانًا على أحرف طوابع أصلية.
- باد سارو (مارك) في يوليو 1945
- بارسينغهاوزن، مايو 1945 (قضيبان أو ثلاثة)
- طُبعت سلسلة من الطوابع في رافنسبورغ بتحريض من قوات الاحتلال الفرنسية، لكنها لم تُستخدم في البريد الألماني (صليب لورين مع النص:(RHIN / DANUBE / 1ere A.F. / 28.4.1945 / RAVENSBURG)

ينطبق الأمر نفسه على مواقع مختلفة في تشيكوسلوفاكيا، مثل أوستي ناد لابم ورومبورغ. بعد الهدنة، صدرت الطوابع الألمانية المتبقية من إصدار "رأس هتلر" لعام 1941، بالإضافة إلى طوابع من بوهيميا ومورافيا تحمل طبعات إضافية وأختام يدوية، وأسماء أماكن وشعارات نبالة، وعام 1945، بتصاميم مختلفة. لم تعترف هيئة البريد المركزية في براغ بهذه الإصدارات المحلية، وتُعتبر إنتاجًا خاصًا. كانت الرسائل الأصلية تُسلّم عشوائيًا. في حالة وجود عيب في الطابع، حيث إن الختم النقدي مطلوب رسميًا فقط.

#### التزوير على حساب الخدمة البريدية ولأغراض الدعاية
استُخدمت هذهِ السلسلة من قِبل القوات المسلحة البريطانية والأمريكية، أو بالأحرى أجهزتها السرية، كنموذج للتزوير الذي أضرّ بخدمة البريد ولأغراض دعائية. الطوابع المزيفة هي طوابع تشبه الطوابع الأصلية. وقد غيّرت الطوابع المزيفة الدعائية عمدًا الزخرفة (الجمجمة) أو النقش (الرايخ الغارق).

#### الطوابع المقلدة من الولايات المتحدة

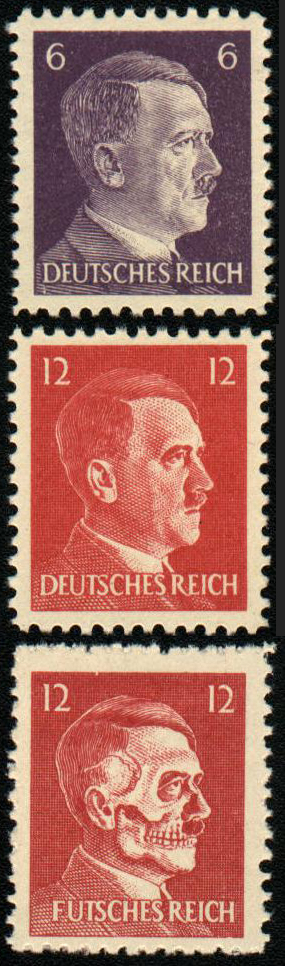
طوابع مزيفة

أدركت الحكومة الاتحادية للولايات المتحدة إمكانية تزوير البريد الحربي والدعاية خلال الحرب العالمية الثانية. حيث في البداية جرى تزوير طابعين بريديين للرايخ الألماني، مقومين بـ 6 و12 Reichspfennigs الرايخ سبفينيغ. اختلف التزوير بشكل كبير عن الطوابع الأصلية من حيث فصل الطوابع والتثقيب والورق والصمغ. وطبعت هذهِ الطوابع المزيفة في خريف عام 1944 بواسطة مكتب طباعة بريد عسكري ميداني تابع لمكتب الخدمات الاستراتيجية الأمريكي في روما المحتلة. وصممت لتضليل العدو: والصقت على الرسائل، والدول التي زودت بطوابع بريدية مزورة هي (فيينا 8، فيينا 40، هانوفر 1)، وجرى إسقاطها بالطائرات فوق الرايخ الألماني الجنوبي أثناء عملية كورن فليكس. وعثر على مثل هذه الرسائل، التي تحمل أسماء مرسلين وهمية وطوابع وعلامات بريدية مزورة، بشكل أساسي في المنطقة المحيطة بفيينا، ثاني أكبر مدينة في الرايخ الألماني آنذاك. احتوت الرسائل على مواد دعائية. حتى سلمت حقيبة بريد كاملة من هذه الرسائل المزورة إلى برلين. بالإضافة إلى تزييف بريد الحرب الملغى، لا تزال نسخ أصلية غير مستعملة موجودة حتى اليوم، إذ لم تُستخدم جميع الأغلفة. وطُبعت الطوابع المزيفة بحجم صفحات مختلفة عن صفحات الإصدارات الأصلية.

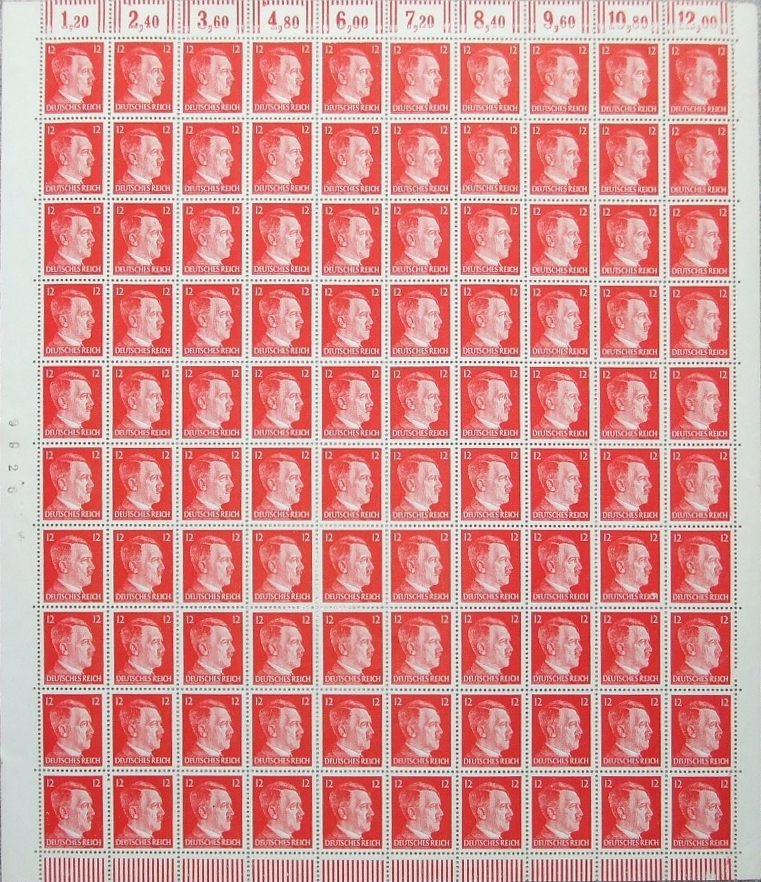
Originalbogen der 12-Pfennig-Ausgabe
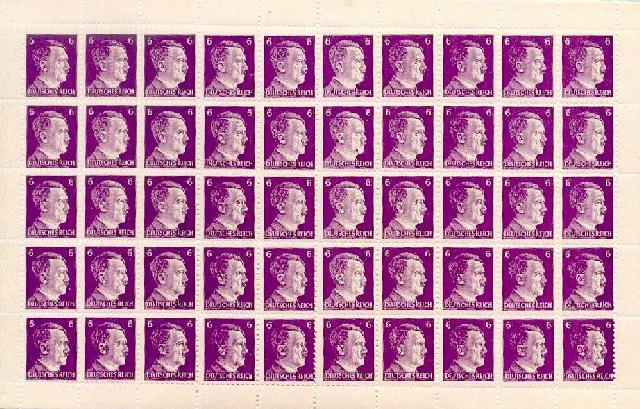
Gefälschter 6-Pfennig-Bogen
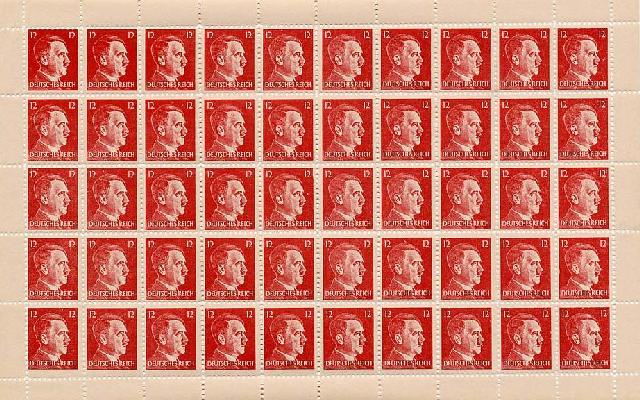
Gefälschter 12-Pfennig-Bogen
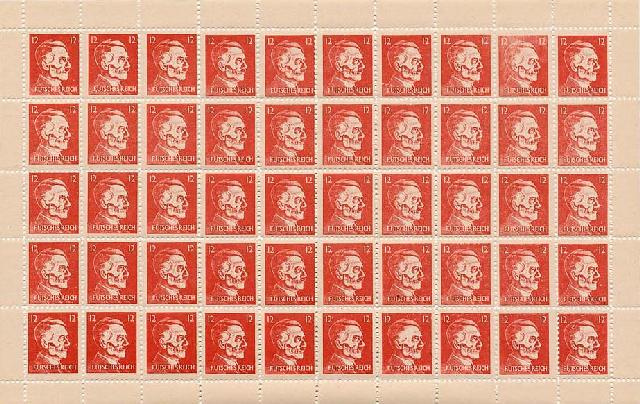
Gefälschter 12-Pfennig-Bogen mit Hitler als Totenkopf

بعد ذلك بوقت قصير، أصدر الأمريكيون أولى التزويرات الدعائية. كما استخدموا سلسلة طوابع البريد الألمانية التي تحمل صورة هتلر كنموذج.

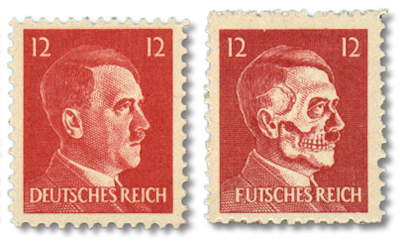
اليسار: طابع بريد أصلي، اليمين: تزوير دعائي

على طابع 12 رايخسبفنيغ ذو اللون القرمزي، وُضع هيكل عظمي يشبه الجمجمة في وجه هتلر. وتغير النقش من "الرايخ الألماني" إلى "الرايخ الفوشي". ولم يُكتشف هذا التزوير الدعائي بعدُ في شكله المُلغى. وقد استُخدم مبدأ مماثل لتزوير قالب طابع بريد لإحياء ذكرى ميلاد هتلر عام 1937. وتُصوّر صور الطوابع الأربعة لصحيفة الطوابع، التي كانت تُصوّر في الأصل أدولف هتلر، جمجمة هتلر فوق قبور عديدة. واستُبدلت بمشانق صغيرة. وأُضيف نقش "الرايخ الألماني 1944" إلى الأسطر السفلية. وهناك أيضًا نسخ مزيفة من هذين التزويرين الدعائيين، مما يُلحق الضرر بهواة جمع الطوابع.
كما أُنتجت نسخ مزورة دعائية لبطاقات بريدية ميدانية.

#### المنتجات المقلدة من بريطانيا العظمى

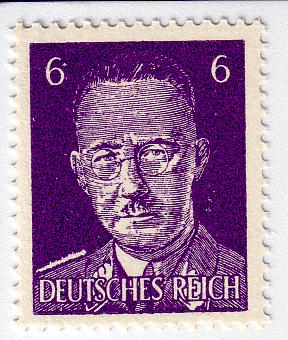
اختراع مجاني من البريطانيين: هيملر بدلاً من هتلر

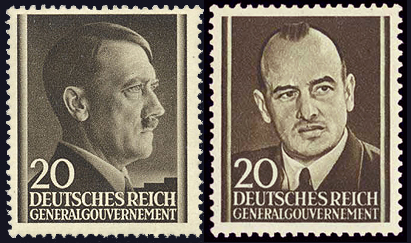
على اليسار، طابع بريد أصلي لهتلر من الحكومة العامة. على اليمين، طابع بريد بريطاني من اختراع حر، يُصوّر الحاكم آنذاك هانز فرانك.

كما في الحرب العالمية الأولى، طُبعت طوابع بريد مزورة في بريطانيا العظمى لصالح الرايخ الألماني خلال الحرب العالمية الثانية. ولكن هذه المرة، أُنتجت أيضًا طوابع دعائية مزورة.
من سلسلة طوابع "مستشار الرايخ أدولف هتلر"، أُلصقت طوابع على أربع بطاقات مختلفة ونُقشت عليها نصوص. لا توجد نسخ ملغاة بختم، ولكن توجد نسخ مثقوبة بثقوب.
نشأت أول عملية تزوير دعائي من سلسلة طوابع بريد ألمانية تحمل صورة هتلر، واستبدلت أدولف هتلر بهاينريش هيملر. هناك نسختان مختلفتان تمامًا، ولكن توجد نسخ غير مثقوبة من النوع الأول. لم يُعثر حتى الآن على نسخ أصلية مختومة بختم بريدي؛ جميع الأمثلة المعروفة مزورة بشكل واضح، مما يضر بهواة جمع الطوابع.
بالإضافة إلى ذلك، أنتجت الحكومة البريطانية طابعًا دعائيًا مزورًا يعود إلى زمن الحرب لطابع هتلر الصادر عن الحكومة العامة. كان الطابع يحمل صورة هانز فرانك بدلًا من هتلر. صُنعت هذه الطوابع في إنجلترا واستخدمتها الحركة السرية البولندية مع عناوين دعائية. تحمل معظم الرسائل ختم بريد أصلي يعود لعام 1943، ولكن عادةً ما يكون ذلك بمثابة مجاملة فقط. لا يُعرف حتى الآن أي بريد فعلي.

## ملصقات دعائية لهتلر
استُعملت الرسوم التوضيحية القصيرة كدعاية انتخابية لانتخابات الرايخستاغ في مارس 1933. صوّرت الرسوم التوضيحية القصيرة هتلر في لقطة أمامية مع عبارة "أملنا"، وبيعت في كتيبات من 20 طابع مقابل 20 بنسًا، ولم تكن لها قيمة بريدية. أنتجت دار نشر "ماركندراك فيرلاغز-أنستالت براونشفايغ" هذه الأوراق المطبوعة. وكانت تُلصق عادةً بجانب الطوابع البريدية. تتراوح فترة استخدامها بين 1 مايو 1933 و25 يناير 1943.

## التقييم البريدي

### التقييم العام
باعتبار هذهِ السلسلة هي سلسلة طوابع نهائية، بصلاحية تقل قليلاً عن أربع سنوات، لا تُمثل هذه السلسلة عادةً قيمةً مميزةً أو قيمةً مميزةً لهواة جمع الطوابع، وهي رخيصة الثمن نسبيًا في أرخص نسخها، ومع ذلك، فهي كافية لمجموعةٍ من دول الرايخ الألماني. من ناحيةٍ أخرى، لا يُقدّر جامعو هذه السلسلة كل طابعٍ على حدة فحسب، بل يُقدّرون أيضًا الأنواع الناتجة. يمكن تمييز هذه الأنواع في هذه السلسلة باختلاف ألوان الورق (الأصفر والأخضر)، أو الثقوب المفقودة، أو الطباعة الخاطئة للحرف "F" أو "E" الذي يُشبه الحرف "B" السيريلي في كلمة "الرايخ الألماني" ("DFUTSCHES" أو "DБUTSCHES"). تُظهر الطوابع غير المستخدمة اختلافاتٍ في اللصق، وهو أمرٌ يُؤخذ في الاعتبار أيضًا. تُعدّ الأنواع التي لا تزال موجودةً على بطاقات التوفير البريدية الكاملة، وبطاقات القيد البريدية، والمظاريف، والبطاقات البريدية المصورة أكثر قيمةً لهواة الجمع (باستثناء القيم القياسية للرسائل والبطاقات). وينطبق الأمر نفسه على القرطاسية البريدية، أي البطاقات البريدية الرسمية والبطاقات البريدية المصورة، حيث يمكن عادةً رؤية مكان وتاريخ الإرسال على ختم البريد.

### التقييم في جمهورية ألمانيا الديمقراطية
لم يكن امتلاك هذه الطوابع محظورًا في جمهورية ألمانيا الديمقراطية. ومع ذلك، وكما هو الحال مع جميع طوابع الرايخ الوطني الاشتراكي الألماني، لم يُسمح رسميًا بتداولها أو عرضها. لم تُصوَّر أو تُرقَّم في فهرس طوابع ليبسيا التابع لجمهورية ألمانيا الديمقراطية:
(بما أن الطبقة العاملة الألمانية افتقرت إلى قيادة ماركسية موحدة، ولأن "البرجوازية لم تعد قادرة على الحكم بالأساليب القديمة للبرلمانية والديمقراطية البرجوازية" (ستالين)، فقد تأسست ديكتاتورية فاشية صريحة في 30 يناير/كانون الثاني 1933، والتي من خلالها وصلت إلى السلطة أشد الإمبريالية استغلالًا وأبشعها إرهابًا.
وبما أن عواقب حقبة هتلر لا تزال واضحة للعيان حتى اليوم، نعتقد أنه يمكننا الاعتماد على موافقة هواة جمع الطوابع التقدميين إذا امتنعنا عن سرد الطوابع الصادرة خلال تلك الفترة. لذلك، حذفنا الطوابع من 470 إلى 910، والطوابع الرسمية من 130 إلى 177، وطوابع البريد الميداني، وإصدارات الاحتلال الألماني خلال الحرب العالمية الثانية).
في جمهورية ألمانيا الديمقراطية، تولّت شركة فيرمسدورف (VEB Philatelie Wermsdorf) (مؤسسة مملوكة ومدارة من الدولة) بيع الطوابع، خاصةً للأسواق الخارجية، منذ عام 1972، مُدرّةً ملايين الطوابع سنويًا. منذ بداية عام 1986، صارت العملية تابعةً لقسم التنسيق التجاري بوزارة التجارة الخارجية في جمهورية ألمانيا الديمقراطية، برئاسة ألكسندر غولودكوفسكي. كما باعت شركة فيرمسدورف لطوابع البريد مجموعة من طوابع بريد تحمل صورة أدولف هتلر وإصدارات أخرى للرايخ الألماني، والتي كانت جزءًا من المخزون المتبقي لمكتب الطباعة السابق للرايخ، للأسواق الخارجية.

## اقرأ أيضا
- دليل ميشيل شوانيبرجر، ميونيخ:
  - Briefe-Katalog Deutschland 1991. ISBN 3-87858-445-8.
  - Deutschland 1992/93. ISBN 3-87858-021-5.
  - Deutschland-Spezial 1999. ISBN 3-87858-132-7.
  - Ganzsachen-Katalog Deutschland 1999. ISBN 3-87858-632-9.
  - Österreich. In: Europa-Katalog. Band 1: Mitteleuropa 2008. ISBN 978-3-87858-863-4.
- فرانك أرناو: موسوعة هواية جمع الطوابع. لينغن، كولونيا، 1972.
- فولفغانغ لوتز (محرر): تاريخ البريد الألماني، مقالات وصور. نيكولاي، برلين 1989، ISBN 3-87584-249-9
  - Gerd R. Ueberschär: Reichspost الألمانية في الحرب العالمية الثانية، ص. 289 وما يليها.
  - ستيفان مارتنز: البريد والدعاية – الرايخ الثالث وطوابع البريد للرايخ الألماني 1933-1945. ص 321 وما بعدها.

## روابط خارجية
- Informationen zu den Fälschungen der USA باللغة الانكليزية.